# Antonio Cinelli
Antonio Cinelli (Roma, 8 dicembre 1989) è un allenatore di calcio ed ex calciatore italiano, vice-allenatore della formazione Under-17 del Modena.

## Caratteristiche tecniche
Destro di piede, ricopre il ruolo di centrocampista centrale, pur avendo occasionalmente giocato da mediano.

## Carriera

### Club

#### Lazio e il prestito al Lumezzane
Dopo essere cresciuto nelle giovanili della Lazio, dove gioca per tre stagioni nella Primavera, viene convocato per la prima volta in prima squadra il 23 dicembre 2007, nella partita di Seri A contro il Palermo. Viene convocato poi, la stagione successiva, per la partita di Coppa Italia 2008-2009 Lazio-Benevento. Il 13 maggio 2009 vince la Coppa Italia ai danni della Sampdoria.
Nella stagione 2009-2010 viene girato in prestito al Lumezzane militante in Lega Pro Prima Divisione. Esordisce, in rossoblu, il 5 agosto 2009 nel primo turno di Coppa Italia contro la Fano. Mentre il 23 agosto successivo disputa la sua prima partita in Lega Pro; in occasione della vittoria casalinga, per 1-0, contro l'Arezzo. Il 28 aprile 2010, insieme alla squadra, alza la Coppa Italia Lega Pro battendo in finale il Cosenza. A fine stagione risulta essere uno dei giocatori più impiegati dal mister Leonardo Menichini.

#### Sassuolo e il prestito al Pavia
Nell'estate del 2010, dopo essere rientrato alla Lazio, viene acquistato, in compartecipazione, dal Sassuolo, militante in Serie B. Viene inizialmente aggregato con la squadra primavera infatti l'esordio, in neroverde, arriva il 28 ottobre 2010 in occasione del terzo turno di Coppa Italia, perso per 2-0, contro il Chievo. L'esordio in Serie B arriva il 5 febbraio 2011 nella vittoria esterna, per 1-2, contro il Torino. A fine stagione totalizza 6 presenze con la maglia del Sasòl.
La stagione successiva inizia a Sassuolo, dove gioca un'altra partita da titolare, in Serie B, pur restando aggregato alla Primavera. Difatti, nel mercato invernale, viene ceduto, in prestito, al Pavia militante in Lega Pro Prima Divisione. L'esordio, con gli azzurri, arriva il 29 gennaio 2012 nella sconfitta esterna, per 2-1, contro il Carpi. Il 18 febbraio successivo mette a segno il suo primo gol da professionista; siglando il momentaneo 1-2 in favore della sua squadra nel pareggio esterno, per 2-2, contro il Foligno. Totalizza un totale di 13 presenze e una rete.

#### Vicenza

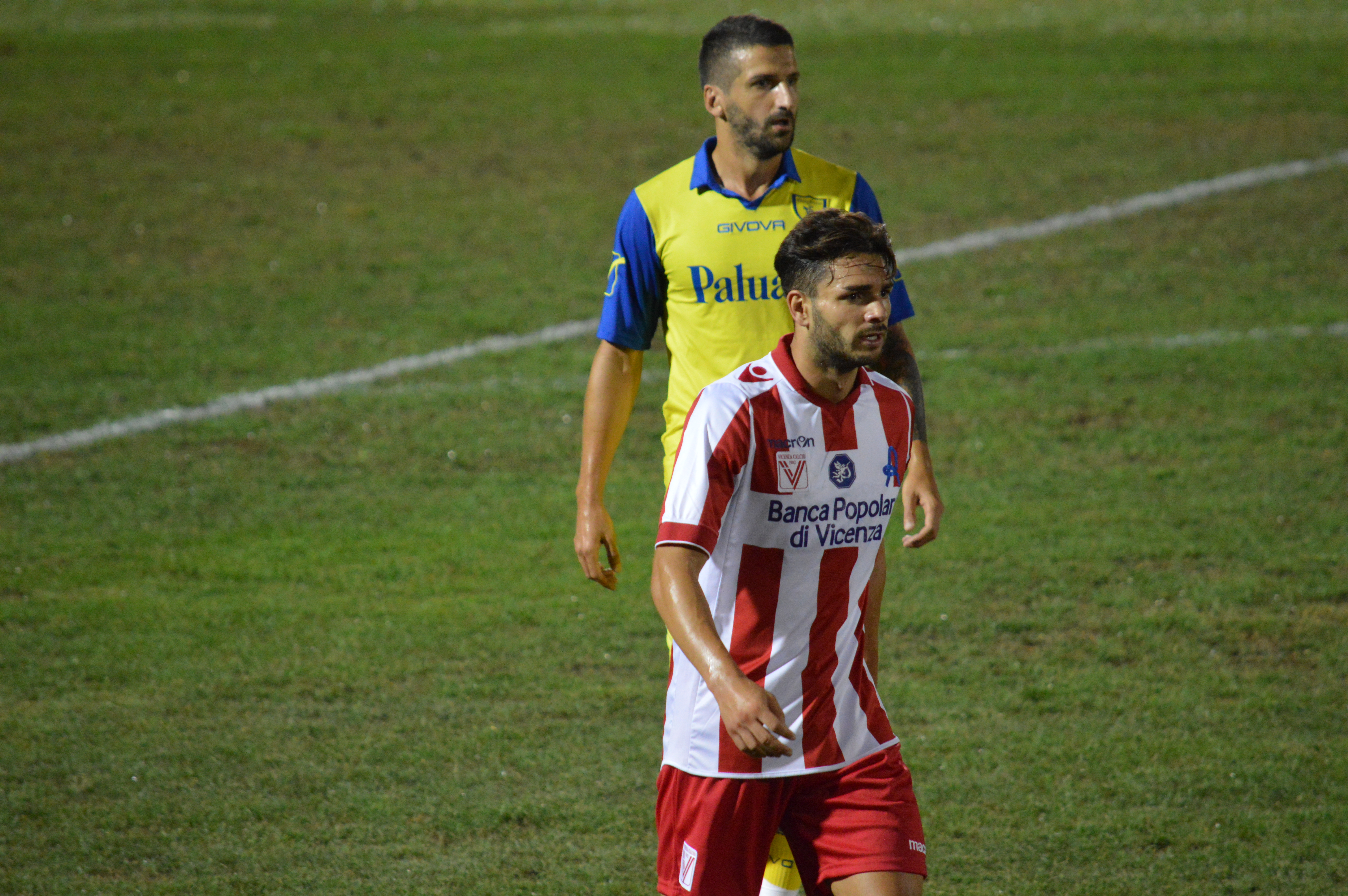
Cinelli, nel 2015, con la maglia del Vicenza.

A fine stagione il Pavia si salva nei playout contro la Spal, il calciatore ritorna a Sassuolo che non rinnova la compartecipazione con la Lazio, restando un atleta della Lazio ma fuori rosa. È qui che si manifesta l'interesse del Vicenza, con la quale troverà l'affermazione in Serie B. L'acquisto vero e proprio si concretizza però nel mercato invernale, quando il giocatore firma con i biancorossi fino a giugno 2015. Esordisce, con la nuova maglia, il 21 gennaio 2013 nella sconfitta esterna, per 3-1, contro il Cesena. Le prestazioni di Cinelli convincono mister e società, giocando quasi tutte le partite del campionato da titolare e concludendo con 15 gare all'attivo. Il Vicenza, tuttavia, retrocede a fine stagione, ma il centrocampista romano viene mantenuto in rosa per puntare all'immediato ritorno nel campionato cadetto.
Nella stagione successiva diviene fondamentale per la squadra dato che Giovanni Lopez, allenatore del Vicenza di quei tempi, fa di Cinelli un punto cardine dello scacchiere vicentino. Il 1º settembre 2013 mette a segno la sua prima rete con la maglia biancorossa; siglando il 2-1 finale nella vittoria contro il Pavia, sua ex squadra. A fine stagione, dopo aver perso play-off per la promozione, totalizza 30 presenze e 4 reti.
Con il fallimento del Siena, la società veneta viene ripescata per partecipare alla Serie B 2014-2015 e quindi decide di prolungare il proprio contratto fino a giugno 2016. Nella ritrovata Serie B, esordisce il 10 settembre 2014 nel pareggio, per 0-0, contro il Latina. Il 7 marzo 2015 trova la sua prima rete nel campionato cadetto; mettendo a segno il momentaneo 1-1 nel pareggio finale, per 2-2, contro il Pescara.
L'8 giugno 2015, al termine di una stagione esaltante, conclusa al 3º posto in campionato (la squadra è stata poi eliminata nella semifinale dei play-off dal Pescara), nella quale il giocatore romano ha collezionato 43 presenze totali con una rete segnata, rinnova il contratto in scadenza fino al 2016.
Nella stagione 2015-2016 viene nominato capitano dall'allenatore Pasquale Marino. Il 2 novembre 2015, in occasione della trasferta persa, per 2-0, contro il Cagliari, disputa la sua 100ª partita in maglia biancorossa. Dopo 110 presenze e 6 reti siglate con la maglia del Vicenza decide di trasferirsi al Cagliari per tentare la promozione in Serie A.

#### Cagliari
Il 19 gennaio 2016 viene ufficializzato il suo trasferimento, a titolo definitivo, al Cagliari con il quale firma un contratto semestrale rinnovabile per ulteriori 3 anni al raggiungimento della promozione in Serie A. L'esordio in maglia rossoblù arriva il 23 gennaio successivo in occasione della vittoria casalinga, per 1-0, contro la Ternana. Il 19 marzo 2016 mette a segno la prima rete con la maglia dei sardi, in occasione della trasferta vinta, per 0-2, contro il Vicenza, sua ex squadra di cui è stato anche capitano. Conclude la stagione con un totale di 12 presenze e 1 rete vincendo anche il campionato di Serie B ottenendo così la promozione nel massimo campionato italiano.

#### Chievo e il prestito al Cesena
A fine stagione il Cagliari decide di non rinnovare il contratto al giocatore che comunque trova un accordo, firmando un contratto triennale, con il Chievo, militante in Serie A. L'8 agosto 2016 viene però ceduto, in prestito con obbligo di riscatto, al Cesena tornando di fatti a calcare i campi della Serie B. L'esordio con la maglia bianconera arriva il 13 agosto successivo in occasione del 3º turno di Coppa Italia vinto, per 2-0, contro la Ternana,con la maglia dei romagnoli gioca 21 partite mettendo a segno il suo unico gol nel pareggio casalingo alla 9ª giornata contro la SPAL. A gennaio viene ceduto sempre in prestito al Novara dove colleziona 16 presenze senza mai andare in rete con la maglia gaudenziana.
Dopo essere ritornato al Chievo per fine prestito, il 25 agosto 2017 la società clivense lo cede alla Cremonese, neopromossa in Serie B.

#### Ritorno a Vicenza e Catanzaro
Dopo essere rimasto svincolato a giugno 2018, il 5 dicembre 2018 si accasa al L.R. Vicenza del nuovo patron Renzo Rosso.
Il 10 agosto 2021 viene ceduto a titolo definitivo al Catanzaro.

## Statistiche

### Presenze e reti nei club
| Stagione         | Squadra          | Campionato       | Campionato | Campionato | Coppe nazionali | Coppe nazionali | Coppe nazionali | Coppe continentali | Coppe continentali | Coppe continentali | Altre coppe | Altre coppe | Altre coppe | Totale | Totale |
| Stagione         | Squadra          | Comp             | Pres       | Reti       | Comp            | Pres            | Reti            | Comp               | Pres               | Reti               | Comp        | Pres        | Reti        | Pres   | Reti   |
| ---------------- | ---------------- | ---------------- | ---------- | ---------- | --------------- | --------------- | --------------- | ------------------ | ------------------ | ------------------ | ----------- | ----------- | ----------- | ------ | ------ |
| 2007-2008        | Lazio            | A                | 0          | 0          | CI              | 0               | 0               | UCL                | 0                  | 0                  |             | -           | -           | 0      | 0      |
| 2008-2009        | Lazio            | A                | 0          | 0          | CI              | 0               | 0               |                    | -                  | -                  |             | -           | -           | 0      | 0      |
| 2009-2010        | Lumezzane        | 1D               | 26         | 0          | CI+CI-LP        | 3+8             | 0               |                    | -                  | -                  |             | -           | -           | 37     | 0      |
| 2010-2011        | Sassuolo         | B                | 5          | 0          | CI              | 1               | 0               |                    | -                  | -                  |             | -           | -           | 6      | 0      |
| 2011-gen. 2012   | Sassuolo         | B                | 1          | 0          | CI              | 0               | 0               |                    | -                  | -                  |             | -           | -           | 1      | 0      |
| Totale Sassuolo  | Totale Sassuolo  | Totale Sassuolo  | 6          | 0          |                 | 1               | 0               |                    | -                  | -                  |             | -           | -           | 7      | 0      |
| gen.-giu. 2012   | Pavia            | 1D               | 11+2       | 1+0        | CI-LP           | 0               | 0               |                    | -                  | -                  |             | -           | -           | 13     | 1      |
| 2012-gen. 2013   | Lazio            | A                | 0          | 0          | CI              | 0               | 0               | UEL                | 0                  | 0                  |             | -           | -           | 0      | 0      |
| Totale Lazio     | Totale Lazio     | Totale Lazio     | 0          | 0          |                 | 0               | 0               |                    | -                  | -                  |             | -           | -           | 0      | 0      |
| gen.-giu. 2013   | Vicenza          | B                | 15         | 0          | CI              | 0               | 0               |                    | -                  | -                  |             | -           | -           | 15     | 0      |
| 2013-2014        | Vicenza          | 1D               | 25+1       | 3+0        | CI+CI-LP        | 2+2             | 0+1             |                    | -                  | -                  |             | -           | -           | 30     | 4      |
| 2014-2015        | Vicenza          | B                | 40+2       | 1+0        | CI              | 1               | 0               |                    | -                  | -                  |             | -           | -           | 43     | 1      |
| 2015-gen. 2016   | Vicenza          | B                | 21         | 1          | CI              | 1               | 0               |                    | -                  | -                  |             | -           | -           | 22     | 1      |
| gen.-giu. 2016   | Cagliari         | B                | 12         | 1          | CI              | -               | -               |                    | -                  | -                  |             | -           | -           | 12     | 1      |
| 2016-gen. 2017   | Cesena           | B                | 21         | 1          | CI              | 3               | 0               |                    | -                  | -                  |             | -           | -           | 24     | 1      |
| gen.-giu. 2017   | Novara           | B                | 16         | 0          | CI              | -               | -               |                    | -                  | -                  |             | -           | -           | 16     | 0      |
| 2017-2018        | Cremonese        | B                | 16         | 0          | CI              | -               | -               |                    | -                  | -                  |             | -           | -           | 16     | 0      |
| 2018-2019        | L.R. Vicenza     | C                | 13+1       | 1          | CI +CI-C        | 2               | 0               |                    | -                  | -                  |             | -           | -           | 16     | 1      |
| 2019-2020        | L.R. Vicenza     | C                | 24         | 4          | CI-C            | 1               | 0               |                    | -                  | -                  |             | -           | -           | 25     | 4      |
| 2020-2021        | L.R. Vicenza     | B                | 33         | 0          | CI              | 2               | 0               |                    |                    |                    |             |             |             | 35     | 0      |
| Totale Vicenza   | Totale Vicenza   | Totale Vicenza   | 171+4      | 10         |                 | 9               | 1               |                    | -                  | -                  |             | -           | -           | 184    | 11     |
| 2021-2022        | Catanzaro        | C                | 28+4       | 0          | CI-C+CI         | 4+1             | 1               |                    | -                  | -                  |             | -           | -           | 37     | 1      |
| 2022-2023        | Catanzaro        | C                | 18         | 0          | CI+CI-C         | 1+3             | 0               | -                  | -                  | -                  | -           | -           | -           | 22     | 0      |
| Totale Catanzaro | Totale Catanzaro | Totale Catanzaro | 46+4       | 0          |                 | 9               | 1               |                    | -                  | -                  |             | -           | -           | 59     | 1      |
| 2023-2024        | Sangiuliano City | D                | 9          | 1          | CI-D            | 2               | 0               | -                  | -                  | -                  | -           | -           | -           | 11     | 1      |
| Totale carriera  | Totale carriera  | Totale carriera  | 339+4      | 14         |                 | 35              | 2               |                    | -                  | -                  |             | -           | -           | 378    | 16     |

## Palmarès

### Club

#### Competizioni nazionali
- Coppa Italia: 1

Lazio: 2008-2009
- Coppa Italia Lega Pro: 1

Lumezzane: 2009-2010
- Campionato italiano di Serie B: 1

Cagliari: 2015-2016
- Serie C: 2

L.R. Vicenza: 2019-2020 (girone B)
Catanzaro: 2022-2023 (girone C)
- Supercoppa Serie C: 1

Catanzaro: 2023